# Чакыджи, Мехмет
Мехмет Чакыджи (род. 13 сентября 1966) — северокипрский политик. В 2007—2013 годах возглавлял общественную демократическую партию. В ноябре 2016 года вышел из неё и основал общественную свободную партию. Также с 2003 года входил в состав Ассамблеи, но в 2018 году не сумел переизбраться после того, как его партия не набрала необходимого для попадания в парламент количества голосов.

## Биография
Родился в 1966 году в Никосии. Последовательно окончил начальную школу Ататюрка, среднюю школу Байрактар и Тюркский лицей Лефкоши. После чего в 1985 году поступил в стамбульский университет Мармара. В начале 1990-х годов изучал психиатрию в Лондоне, затем поехал в Турцию. Работал в Психиатрической больнице Бакыркёй. Одновременно с работой получил степень доктора философии в университете Мармара. Получил премию психиатрической больницы Бакыркёй и премию лучшему исследователю Турецкого Национального Конгресса по психиатрии за написанную им статью. Боролся с распространением наркотиков среди студентов Стамбула.
В 1998 году вернулся на Кипр. Получил премию управления специальных сил за борьбу с самоубийствами среди военных ТРСК и возглавил одну из кафедр Ближневосточного университета. Активно участвовал в деятельности ряда неправительственных профессиональных объединений.
По состоянию на 2009 году опубликовал более 60 научных статей и 9 книг, посвящённых проблемам насилия над женщинами и детьми.

### Политическая карьера
Принял участие в создании основанного в 2003 году движения мира и демократии. В том же году на очередных парламентских выборах был избран от него членом Ассамблеи ТРСК, переизбирался в 2009 и 2013 годах. В 2004 году был избран генеральным секретарём движения мира и демократии. После объединения ДМД и партии общественной свободы в Общественную демократическую партию Чакыджи стал первым её лидером. В 2013 году ушёл с поста после того, как его партии на парламентских выборах получила лишь 3 места в Ассамблее.
В 2016 году Чакыджи вышел из общественной демократической партии, и основал новую, которую назвал так же, как и существовавшую до объединения, партией общественной свободы.

## Личная жизнь
Женат на психиатре Эбру Чакыджи, у них есть сын и дочь.